# Tchoukball
Il tchoukball (IPA [ˈʧukbol]) è uno sport di squadra nato a Ginevra negli anni sessanta del XX secolo per iniziativa del biologo Hermann Brandt su ispirazione da vari sport già esistenti, tra cui pallamano e pallone col bracciale.
Egli fu uno dei personaggi più autorevoli della storia sportiva svizzera: a lui si deve la diffusione nel suo Paese della pallavolo e pallacanestro femminile nonché la fondazione del controllo medico sportivo.

## Inizio e sviluppo

Il pittogramma del tchoukball.

Nel 1971 Brandt presentò il suo lavoro che conduceva all'invenzione del tchoukball come "Studio critico e scientifico degli sport di squadra" al Congresso della Federazione Internazionale di Educazione Fisica. Con l'invenzione del tchoukball il medico ginevrino desiderava diffondere un nuovo sport di squadra che potesse eliminare il rischio di contrasti, ogni tipo di aggressività e che potesse essere giocato da tutti. Ma ben presto andò oltre l'idea originale. Parallelamente alla messa a punto del regolamento, durata diversi anni, scrisse infatti una carta etica che per i giocatori di tchoukball ha lo stesso valore delle regole del gioco.
Il pensiero umanistico del dott. Brandt si può riassumere una sua celebre frase: "L'obiettivo delle attività fisiche umane non è di costruire campioni, ma piuttosto di contribuire alla costruzione di una società migliore". All'inizio degli anni settanta cominciò la sua diffusione soprattutto in Europa tanto che durante le Olimpiadi di Monaco di Baviera del '72 venne organizzata una partita dimostrativa. Nel novembre del medesimo anno però il dott. Brandt morì e questa grave perdita segnò una battuta d'arresto nel movimento di diffusione. Negli anni ottanta con grande fatica e lentezza riprese l'attività anche grazie a John Adrews, presidente della FIEP, a Michel Favre, amico fraterno di Brandt, e al governo taiwanese che alla fine degli anni '70 fece diventare il tchoukball lo sport nazionale delle scuole, sostenuto e promosso dal Ministero dell'Educazione per la sua grande valenza educativa. Per questa sua caratteristica il tchoukball ha inoltre ricevuto nel 2001 un importante riconoscimento dall'ONU che lo ha dichiarato "sport a sostegno della pace e della fratellanza".

## Regole
Per praticare il tchoukball servono due squadre da 7 giocatori, un pallone simile a quello di pallamano e due speciali pannelli collocati alle estremità del campo. La sua misura per il gioco 7 contro 7 è di lunghezza tra i 26 e i 29 metri e larghezza tra i 15 e i 17 metri, indicativamente misure simili ad un campo da basket. Non ci sono superfici particolari: palestre, campi in sintetico, prati ma anche sabbia si adattano benissimo a questo sport.
Esiste infatti anche la versione beach ossia su sabbia in cui il campo si riduce (22 × 12 m) e i giocatori diventano 5 per ogni squadra. In tutte le sue varianti l'area antistante il pannello è un semicerchio di 3 m di raggio. 
Le particolarità nel tchoukball sono tante e lo rendono uno sport molto veloce, tecnico se giocato a buon livello, ma anche immediato, divertente ed accessibile già al primo approccio. Il gioco inizia con la rimessa da fondo campo, a fianco di uno dei pannelli, e la squadra in possesso di palla ha a disposizione tre passaggi per costruire un'azione, prima di attaccare, lanciandola contro il pannello. Avendo questo una rete elastica, invece di trattenerla come tutte le normali porte, la fa tornare indietro velocissima. Se il rimbalzo cade a terra nel campo, ma non nell'area antistante il pannello, la squadra in attacco ha segnato un punto, se invece viene presa al volo dagli avversari il gioco riprende immediatamente e la squadra che ha difeso (prendendo la palla) passa all'attacco. La particolarità di questo gioco è che si può attaccare, cioè tirare, indifferentemente su tutti e due i pannelli, che sono a disposizione di entrambe le squadre (per un massimo di tre attacchi consecutivi). 

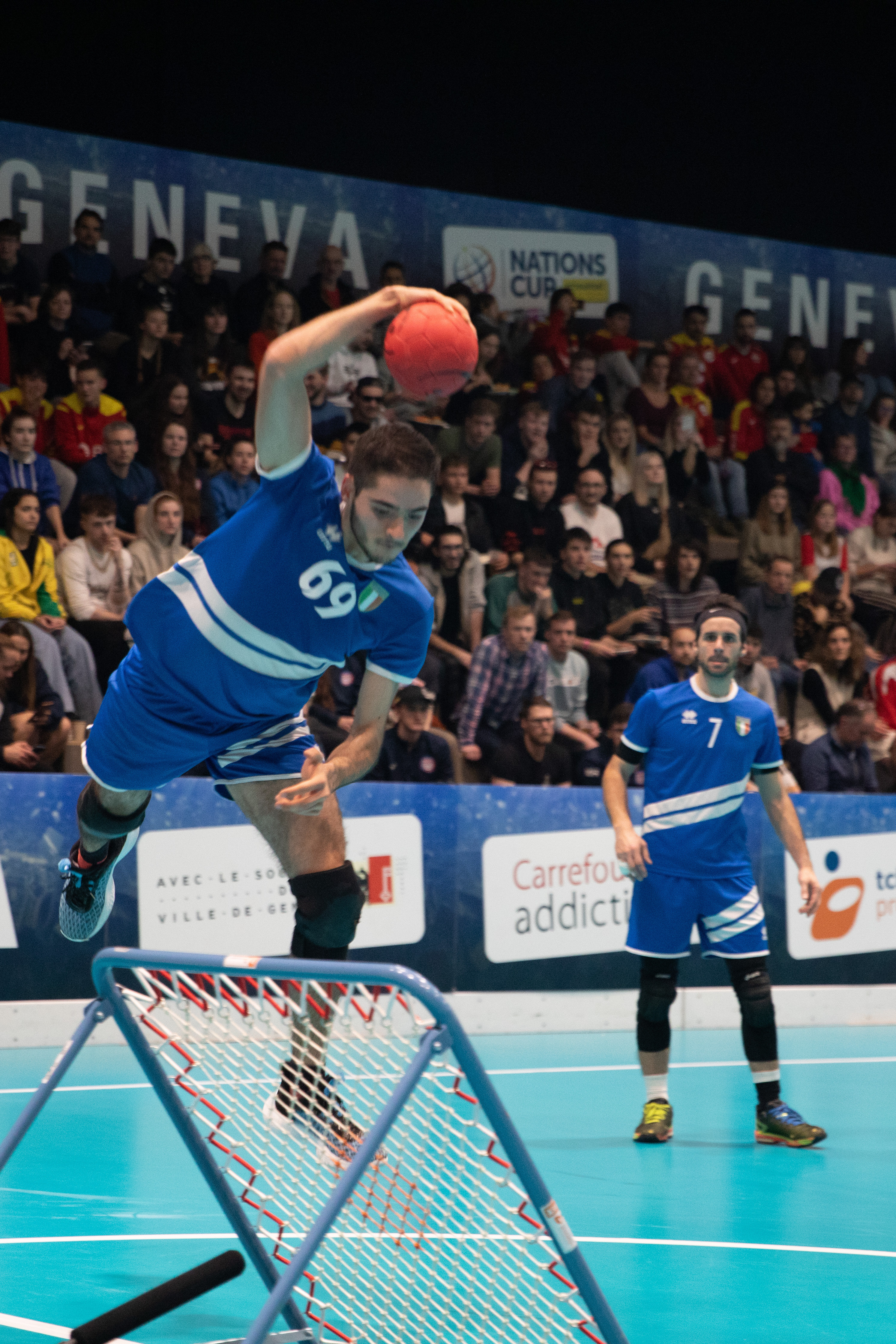
Coppa delle Nazioni di Tchoukball 2022. Finale Svizzera– Italia

Risulta evidente che gli schemi di attacco e difesa classici sono completamente stravolti, che la fase di attacco viene determinata esclusivamente dal possesso della palla, e dal tirare al pannello, qualunque esso sia. Per questi motivi il gioco è ricco di finte, contropiedi velocissimi ed azioni inaspettate, non vi è nulla di scontato e tutti i giocatori devono seguire costantemente lo spostamento della palla senza potersi mai distrarre, poiché, se è vero che ci sono 2 porte a cui attaccare, significa anche che ce ne sono 2 da difendere. 
Durante i passaggi la palla non può essere intercettata dagli avversari, anche perché non se ne vede la necessità visto che ogni squadra ha solo 3 passaggi per concludere l'azione. Per lo stesso motivo non si possono ostacolare gli avversari nei loro movimenti.
L'idea originaria di Brandt era "let's play" ovvero lasciare ai giocatori la libertà del gesto tecnico, che senza ostruzioni può essere eseguito al meglio, come nella pallavolo o nel tennis. Questo non significa che gli avversari stiano passivi in campo, devono organizzare la difesa cercando di disporsi rapidamente e nel migliore dei modi per ricevere il pallone dopo il rimbalzo. Come già detto vi sono finte e contropiedi, e poiché l'attacco può avvenire ad entrambi i pannelli, la difesa va schierata su tutto il campo e non solo nella metà avversaria. Ogni giocatore deve essere sia difensore che attaccante e passare da un ruolo all'altro in tempi rapidi, anche perché dopo aver ricevuto la palla dal pannello (difesa) questa può essere rilanciata allo stesso pannello (attacco).